# Villa Shodan
Villa Shodan är ett bostadshus i Ahmedabad, Indien. Villan stod färdig 1956 och ritades av arkitekten Le Corbusier i samband med att denne fått uppdraget att rita ett museum, ett fackföreningshus och en annan villa i samma stad. Den beställdes av en rik industrimagnat, som sålde ritningarna till en välbärgad familj innan huset stod klart.
Villan är fyra våningar hög med en kvadratisk form och har en komplex rumsgeometri, där de olika rummen ibland spänner över flera våningar och förbinds med trappor och ramper. I en angränsande byggnad finns bostäder för tjänstefolket. 
Klimatet på platsen krävde avskärmning från solen och luftgenomdrag, vilket löstes med djupa fönstersprång, skuggande kolonnader och andra avskärmningar. Därtill finns flera takterrasser och verandor att använda under dygnets svalare timmar. Arkitekturen är snarare organiskt brutalistisk än Le Corbusiers tidigare så funktionalistiska stil och bär även spår av inhemsk, indisk arkitektur. Huset präglas av asymmetrier, oregelbundna element och strukturer i rå betong. Proportioner och mått är i enlighet med Le Corbusiers egna Modulorsystem. 